# Ширинский-Шихматов, Александр Прохорович
Князь Александр Прохорович Ширинский-Шихматов (1822—1884) — высокопоставленный чиновник министерства просвещения, сенатор (с 1876), тайный советник. Президент Императорского московского общества испытателей природы (1867—1872).

## Биография
Происходил из потомственных дворян Смоленской губернии Ширинских-Шихматовых. Родился в 1822 году, по разным сведениям 12 августа или 14 августа.
Окончил Морской кадетский корпус (1837), 21 декабря 1838 года произведён в чин мичмана. Службу начал в черноморском флоте; участвовал в обороне Севастополя.
В 1851 году был определён чиновником особых поручений при попечителе Московского учебного округа и инспектором частных учебных заведений Москвы.
В 1854—1857 годах был директором 3-й московской гимназии; в 1857—1864 годах — помощником попечителя, затем, в 1861—1864 годах — попечителем Виленского учебного округа (с 28 декабря 1860 года в чине действительного статского советника); в 1864—1867 годах — попечителем Киевского учебного округа, а в 1867—1874 годах попечителем Московского учебного округа (с 31 марта 1868 года — в чине тайного советника).
В должности попечителя Виленского округа выступил проводником политики руссификации края, проводимой графом М. Н. Муравьёвым. Как попечитель Московского учебного округа поддержал прошение профессора В. И. Герье об открытии в 1872 году Высших женских курсов в Москве. Во 2-й половине 1870-х поддерживал профессоров Московского университета, стремившихся к пересмотру действующего Устава.
С 1 января 1874 года и до 1880 года был товарищем министра народного просвещения, а с 1 января 1876 года — сенатором. Играл видную роль в созданной (в 1875) Комиссии для пересмотра университетского устава, готовившей изменения Устава 1863. Выступал за перераспределении полномочий в управлении университетом в пользу попечителя учебного округа.
Был почётным мировым судьёй Радомысльского округа Киевской губернии.
Скончался 14 (26) апреля 1884 года. Похоронен в семейном некрополе возле церкви Михаила Архангела в имении Архангельское Можайского уезда Московской губернии (там же было похоронена и его жена, умершая в 1911 году).
Ему принадлежат следующие произведения: «Биография Лукьянатова», рассказ («Отечественные записки». — 1852. — Кн. 5); «Искусства и художники в Москве» («Русский инвалид». — 1858. — № 56; отд. оттиск: СПб., 1858); Воскресные школы в России (СПб., 1863).

## Награды
- орден Св. Анны 4-й степени с надписью «За храбрость» (1848)
- орден Св. Станислава 1-й ст. (1866)
- орден Св. Анны 1-й степени (1869)
- орден Св. Владимира 2-й ст. (01.01.1872)
- орден Белого орла (1877)

Почётный гражданин Иваново-Вознесенска (30.10.1874): звание присвоено за «его просвещенную заботливость к открытию в г. Иваново-Вознесенске реального училища».

## Семья
Жена: Екатерина Павловна Березникова (1832—1911). Их дети:
- Алексей (1862—1930), обер-прокурор Святейшего Синода;
- Сергей (1866—1916), контр-адмирал;
- Андрей (10.01.1868 — 02.02.1927), саратовский губернатор, вышневолоцкий уездный предводитель дворянства, кинолог;
- Екатерина, Мария, Наталья, Варвара.

## Комментарии
1. ↑  Полный тёзка — Александр Прохорович Ширинский-Шихматов (1723—1794), смоленский помещик.
2. ↑  Лучшим средством борьбы с польским влиянием Ширинский-Шихматов считал открытие в крае возможно большего числа народных русских школ; в течение одного года, несмотря на скудно отпускаемые средства, им было открыто более 100 школ, составлены проекты дирекции народных училищ и первой в России учительской семинарии в местечке Молодечне, Виленской губернии — см. Корнилов И. Русское дело в Северо-Западном крае. Материалы для истории Виленского учебного округа преимущественно в Муравьевскую эпоху. — СПб., 1901.